# Ein Bild malen ist wie Mais anbauen – Bauernmalerei aus Nikaragua
Ein Bild malen ist wie Mais anbauen – Bauernmalerei aus Nikaragua ist ein Dokumentarfilm des DEFA-Studios für Dokumentarfilme von Karlheinz Mund aus dem Jahr 1984.

## Handlung
Ernesto Cardenal, ein Priester und Dichter aus Nikaragua, gründet in den 1960er Jahren auf den Solentiname-Inseln eine christliche Kommune. Auf den Inseln wohnen und arbeiten etwa 40 Malerinnen und Maler. Nach dem Erfolg der nikaraguanischen Revolution über Anastasio Somoza Debayle 1979, wird Cardenal zum Kulturminister der neuen sandinistischen Regierung ernannt. Ein wichtiges Anliegen ist ihm, die Förderung der naiven Laienmaler im ganzen Land, wie er es bereits auf der Insel Mancarron in der Solentiname-Gruppe des Großen Sees von Nicaragua getan hatte.
Immer wieder tauchen neue naive Maler mit verschiedenen Themen und Auffassungen in den verschiedenen Regionen des Landes auf. Die malenden Bauern fabulieren ihre sozialen Utopien in kräftigen Farben und unbekümmert-heiteren Figuren. Diese naive Kunst verbindet den großen ästhetischen Reiz mit dem Lebensgefühl eines von der Unterdrückung befreiten Volkes. Ergänzt werden die kleinen Gemälde durch Fotos und Lieder der Revolution.

## Produktion und Veröffentlichung
Ein Bild malen ist wie Mais anbauen – Bauernmalerei aus Nikaragua wurde von der KAG document unter dem Arbeitstitel Bauernmalerei auf ORWO-Color gedreht.
Die Musik wurde von der nikaraguanischen Gruppe Carlos Mejia Godoy y Los de Palacaguina eingespielt.
Die erste nachweisbare Aufführung fand am 13. September 1984 in der Reihe Angebote im Berliner Kino Babylon statt. Im 1. Programm des Fernsehens der DDR wurde der Film am 26. Mai 1985 das erste Mal gezeigt.

## Kritik
Nach Margit Voss im Neuen Deutschland machte Karlheinz Mund mit seinem Film bewusst,

„welche Kraft und ungeahnten Fähigkeiten jenen Menschen zuwachsen, die, von Unterdrückung frei, ihre schöpferischen Möglichkeiten entfalten können.“

Detlef Friedrich meint in der Berliner Zeitung: In dem Film

„berührt uns naive Bauernmalerei aus Nikaragua, mehr noch: macht etwas bewußt. Diese heile Bilderwelt der tropischen Vegetation und des Alltags einfacher Leute zerbrechen schwarze Figuren, Soldateska des ehemaligen Somoza-Regimes.“